# Douglas O-38
Le Douglas O-38 était un avion d'observation américain des années 1930, conçu par la Douglas Aircraft Company. Il fut essentiellement utilisé par l'United States Army Air Corps (USAAC), ancêtre de l'US Air Force actuelle.

## Conception et développement
Entre 1931 et 1934, Douglas produisit 156 O-38 pour l'Air Corps, huit de ces appareils étant des O-38F. Quelques-uns étaient encore en service lors de l'Attaque de Pearl Harbor, en décembre 1941.
L'O-38 était un dérivé modernisé de l'O-25, lui-même une version remotorisée du Douglas O-2. L'appareil était un biplan doté d'un moteur à 9 cylindres en étoile Pratt & Whitney R-1690-5 développant une puissance de 525 ch (391,5 kW) entraînant une hélice tripale. Le train d'atterrissage était fixe et certaines versions de l'avion disposaient d'une verrière recouvrant les deux places occupées par l'équipage. Il pouvait également recevoir des flotteurs construits par la société EDO, qui pouvaient être démontés pour repasser sur une configuration à roues classique.
Certaines versions étaient dotées d'un « anneau Townend », qui consistait en un carénage profilé pour assurer un bon refroidissement au moteur, tout en réduisant sa traînée aérodynamique.

## Versions

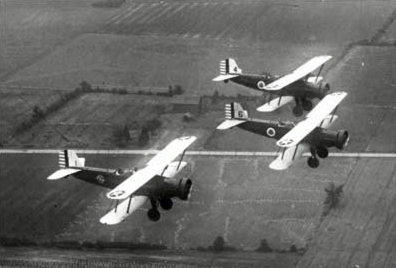
Des O-38B du d'observation, garde nationale aérienne de l'Ohio, en 1936.

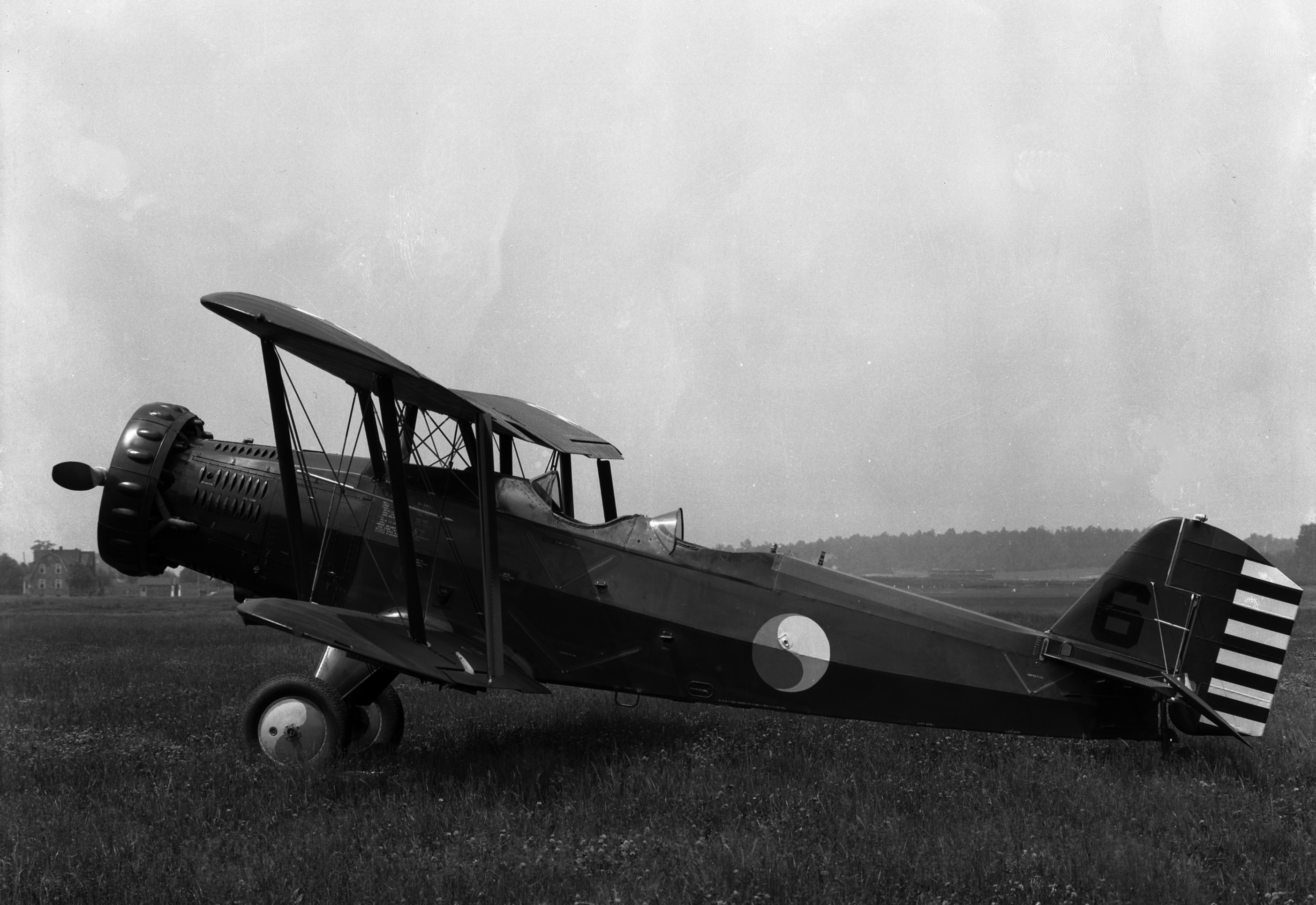
Un O-38 pour la garde nationale du Maryland.

- O-38 : Dérivé du Douglas O-25 à moteur Curtiss Conqueror, mais équipé du moteur en étoile Pratt & Whitney R-1690-3 de 525 ch (391 kW) et d'un anneau Townend pour son refroidissement. Les 44 exemplaires produits furent livrés à la garde nationale aérienne des États-Unis ;
- O-38A : Un O-38A non-armé servant d'appareil de liaison pour les commandants de la garde nationale ;
- O-38B : Dérivé de l'O-38 doté d'un moteur Pratt & Whitney R-1690-5. Il fut produit à 63 exemplaires, comprenant 30 appareils pour les escadrons d'observation de l'USAAC et 33 appareils pour la garde nationale ;
- O-38C : Un exemplaire similaire à l'O-38B pour les garde-côtes des États-Unis ;
- O-38E : Version dotée d'un fuselage allongé et élargi, suivant les lignes du développement privé O-38S, avec une verrière à glissière installée au-dessus des deux cockpits et un moteur Pratt & Whitney R-1690-13 de 625 ch (466 kW) entraînant une hélice en métal. Il pouvait également équipé de deux flotteurs construits par la société EDO. La garde nationale prit livraison de 37 exemplaires de cette version ;
- O-38F : Huit appareils non-armés servant d'avion de liaison pour les commandants, livrés à la garde nationale en 1933 et dotés d'un moteur Pratt & Whitney R-1690-9 et une verrière complètement fermée revue ;
- O-38P : Version quasiment identique aux O-38 des séries E/F. Six exemplaires furent livrés au Pérou en février 1933, équipés des flotteurs EDO. Trois prirent part au conflit contre la Colombie et prirent part à des combats aériens menés contre les Curtiss F11C Goshawk colombiens, l'un d'eux étant perdu après avoir subi d'importants dommages pendant ces accrochages. Les appareils survivants furent convertis en remplaçant les flotteurs par des roues, et servirent d'avions d'entraînement jusqu'en 1940 ;
- O-38S : Version développée sur fonds privés de l'O-38, dotée d'un fuselage allongé et élargi, avec une verrière à glissière installée au-dessus des deux cockpits et un moteur Wright R-1820-E Cyclone de 575 ch (429 kW). Il s'agissait en fait du prototype de la version O-38E ;
- A-6 : Proposition abandonnée d'utilisation de l'O-38 comme drone-cible télécommandé.

## Utilisateurs
- Colombie :
  - La force aérienne colombienne a possédé un exemplaire capturé au Pérou en 1933, qui lui a été retourné en 1934.
- États-Unis :
  - United States Army Air Corps.
- Pérou :
  - La marine péruvienne a utilisé ses O-38 au combat contre la Colombie.

## Exemplaire préservé
L'unique exemplaire survivant de l'O-38 est exposé au National Museum of the United States Air Force sur la base aérienne Wright-Patterson près de Dayton, dans l'Ohio.
Pendant plusieurs décennies on a cru qu'aucun exemplaire de cet avion n'avait survécu, jusqu'à ce que l'épave d'un O-38F soit localisée en Alaska, à la fin des années 1960. Cet appareil fut le premier avion à atterrir à Ladd Field (en) près de Fairbanks, en Alaska, en octobre 1940. Il tomba le 16 juin 1941, à la suite d'une panne moteur, et effectua un atterrissage en douceur dans les régions sauvages de l'Alaska, à environ 110 km au sud-est de Fairbanks. Les deux membres d'équipage sortirent de cet atterrissage sans blessure et mirent à l'abri après avoir reçu un parachutage de vivres, mais l'emplacement de l'avion fut jugé trop éloigné pour envisager une opération de récupération.
L'épave fut finalement redécouverte près de trente ans plus tard pendant un vol de surveillance au-dessus de la région, et le modèle d'avion fut rapidement identifié. Le personnel du musée de l'Air Force détermina qu'il s'agissait du dernier exemplaire survivant, et constitua rapidement une équipe pour aller inspecter l'avion et décider d'une possible récupération et d'une restauration. À leur arrivée sur le site, ils trouvèrent un avion étonnamment bien conservé, avec seulement les deux sièges et la roulette de queue manquants, ce qui parût assez curieux. L'équipe parvint même à allumer ses feux de camp en utilisant le carburant restant dans les réservoirs de l'avion. Des plans furent rapidement mis en place pour faire enlever l'avion par un hélicoptère CH-47 Chinook de Fort Greeley, le 10 juin 1968, et il fut transporté jusqu'à Dayton, dans l'Ohio. Pendant ce temps, les sièges manquants furent retrouvés dans la cabane d'un frontalier local, où ils étaient utilisés comme chaises. La roulette de queue manquante avait été prise parce-qu'il avait pensé qu'il aurait pu construire une brouette un jour.
La restauration par l'équipe du musée prit plusieurs années, et de nombreuses pièces structurelles durent subir une rétro-ingénierie à partir des plans originaux et des parties endommagées. L'avion, avec son moteur d'origine, fut achevé et placé en exposition en 1974. Il est actuellement suspendu dans la galerie des années entre-deux guerres (en anglais : « Interwar Years Gallery ») du musée.